# كريستيان فيشر
كريستيان فيشر (بالإنجليزية: Christian Fischer)‏ هو لاعب هوكي الجليد كندي وأمريكي، ولد في 15 أبريل 1997 في شيكاغو في الولايات المتحدة.

## وصلات خارجية
- كريستيان فيشر على موقع دوري الهوكي الوطني (الإنجليزية)
- كريستيان فيشر على موقع EliteProspects.com (الإنجليزية)
- كريستيان فيشر على موقع HockeyDB.com (الإنجليزية)
- كريستيان فيشر على موقع Hockey-Reference.com (الإنجليزية)